# Langues left may
Les langues left may (ou langues arai) sont une famille de langues papoues parlées en Papouasie-Nouvelle-Guinée, dans la province de Sepik oriental.

## Classification
Les langues left may ne sont, selon Haspelmath, Hammarström, Forkel et Bank, apparentées à aucune autre famille de langues papoues. Ross (2005) les rassemble avec les langues kwomtari dans une famille left may-kwomtari.

## Liste des langues
Les langues left may sont :
- langues du noyau left may
  - ama
  - sous-groupe iteri-bo 
    - iteri
    - bo

  - nakwi
  - nimo
- owiniga